# Khánh Trung, Khánh Vĩnh
Khánh Trung là một xã thuộc huyện Khánh Vĩnh, tỉnh Khánh Hòa, Việt Nam.
Xã Khánh Trung có diện tích 177.03 km², dân số năm 1999 là 1999 người, mật độ dân số đạt 11 người/km².